# Мешалкин, Валерий Павлович
Вале́рий Па́влович Меша́лкин (род. 31 августа 1941 года, Шацк Рязанской области) — российский учёный в области теоретических основ химической технологии, доктор технических наук, профессор, академик РАН (2016). Основатель нового научного направления «Теоретические основы структурно-параметрического инжиниринга, обеспечения надёжности и логистического управления эффективностью энерго-ресурсосберегающих химико-технологических систем (ХТС) производства высококачественной продукции».

## Биография
Родился в Шацке, куда его мама с семьёй были эвакуированы из Москвы.
В 1958 году после окончания с серебряной медалью средней школы № 130 г. Москвы, поступил на 1-й курс инженерного физико-химического факультета Московского химико-технологического института им. Д. И. Менделеева (кафедра технологии редких, рассеянных и радиоактивных элементов).
В 1964 г. окончил с отличием Московский энергетический институт (факультет автоматики и вычислительной техники, кафедра Автоматики и телемеханики). С ноября 1964 по ноябрь 1968 года работал инженером в особом конструкторском бюро МЭИ. В ноябре 1968 г. поступил в аспирантуру кафедры кибернетики химико-технологических процессов (КХТП) Московского химико-технологического института имени Д. И. Менделеева (МХТИ). После окончания МХТИ им. Д. И. Менделеева в 1971 году защитил кандидатскую диссертацию по топологическим принципам анализа химико-технологических систем (ХТС), представляющих собой взаимосвязанную совокупность аппаратов некоторого химического производства. С ноября 1971 г. работал в МХТИ в должности ассистента и доцента кафедры КХТП.
В 1983 г. защитил докторскую диссертацию по принципам и методам автоматизированного синтеза оптимальных энергоресурсосберегающих ХТС.
С 1985 г. — профессор кафедры кибернетики химико-технологических процессов РХТУ им. Д. И. Менделеева (после преобразования МХТИ в РХТУ в 1992 г.).
С 2001 г. и по н/время возглавляет кафедру «Логистики и экономической информатики». В 2004 г. присвоено учёное звание профессор по специальности 08.00.05 «Экономика и управление народным хозяйством». С 2006 г. — директор Международного Института Логистики Ресурсосбережения и Технологической Инноватики (МИ-ЛРТИ).
С 2004 по 2010 гг. — координатор российских групп транс-европейских проектов по программам «INCO-COPERNICUS» и «TEMPUS-TACIS».
25 мая 2006 г. избран членом-корреспондентом РАН (Отделение химии и наук о материалах по специальности «химические технологии»).
28 октября 2016 г. избран академиком РАН (Отделение химии и наук о материалах по специальности «химическая технология»).

## Научная деятельность
Крупный специалист в области теории анализа и синтеза энергоресурсоэффективных экологически безопасных ХТС производства конкурентоспособной химической продукции и логистики ресурсоэнергосбережения в промышленности.
Автор более 900 научных трудов, в том числе
- 29 монографий,
- 13 патентов РФ и авторских свидетельств;
- 16 свидетельств госрегистрации программ для ЭВМ и баз данных.

### Основные направления научных исследований
1. Эвристическо-вычислительные методы синтеза оптимальной структуры энергоресурсоэффективных экологически безопасных ХТС.
2. Топологические методы анализа и оптимизации показателей надёжности ХТС.
3. Методология системного анализа энергоресурсоэффективности экологической безопасности технологий углублённой переработки нефти и систем энергоснабжения нефтеперерабатывающих предприятий.
4. Модифицированные методы термодинамического «пинч»-анализа энергоэффективности ХТС переработки углеводородного сырья, технологических систем комплексной водоочистки и замкнутого водооборота нефтегазохимических, тепло-энергетических и текстильных предприятий.
5. Методология разработки энергоресурсоэффективных экологически безопасных технологий переработки техногенных образований и отходов нефтегазохимического, топливно-энергетического и металлургического комплексов.
6. Фрактально-статистические методы анализа гидродинамики нестационарных газовых потоков в аппаратах и сложных трубопроводах.
7. Фрактально-вейвлетные методы компьютерного анализа текстуры и прогнозирования свойств композиционных материалов.
8. Методология разработки компьютерных моделей представления неформализованных знаний в области химии и технологии реактивов и особочистых веществ.
9. Принципы разработки архитектуры и интеллектуального программного обеспечения экспертных систем в химической технологии.
10. Методы компьютерной оценки и управления производственно-технологическими, экологическими и предпринимательскими рисками нефтегазохимических и металлургических предприятий.
11. Методы логистики ресурсосбережения и оптимального управления цепями поставок нефтегазохимического, топливно-энергетического и металлургического комплексов.
12. Методы разработки автоматизированных систем оптимального управления химико-технологическими процессами (ХТП) и супервизорных адаптивных регуляторов с переменной структурой.
13. Методология ситуационного управления химическими предприятиями и магистральными нефтегазопроводами.
14. Разработка конструкций ресурсоэффективных химических, тепло- и массобменных аппаратов с закрученными вихревыми потоками.
15. Интеллектуальные диалоговые системы понимания смысла научно-технических текстов в области химической технологии реактивов и особочистых веществ.
16. Методы компьютерного анализа и оптимизации сложных технологических и магистральных трубопроводных систем.
17. Методы оптимальной энергоэффективной компоновки оборудования и трассировки трубопроводов нефтегазохимических производств.
18. Методы термодинамико-экономического анализа эффективности и экологической безопасности традиционных и альтернативных источников энергии, а также систем магистральных газонефтепроводов.
19. Методология разработки интеллектуальных систем интегрированной логистической поддержки на всех этапах жизненного цикла оборудования и трубопроводов нефтегазохимических и газотранспортных предприятий.
20. Методы эколого-экономической оптимизации предприятий нефтегазохимического и металлургического комплексов.
Под руководством В. П. Мешалкина разработаны и нашли практическое применение алгоритмы и структуры супервизорных адаптивных регуляторов для оптимального управления энергоресурсоэффективностью технологических процессов химических и металлургических производств; разработаны оптимальная организационно-функциональная структура и процедуры логистического управления эксплуатацией энергоресурсоэффективных цепей поставок предприятий нефтегазохимического и металлургического комплекса; разработаны и практически применены теоретические основы технологического инжиниринга, обеспечения надёжности и оптимального логистического управления эксплуатацией энергоресурсоэффективных развивающихся региональных систем газоснабжения.
Практическая реализация научных исследований Мешалкина В. П., его сотрудников и учеников, обеспечивших получение значительного экономического эффекта: — разработаны: — энергоресурсосберегающие технологические схемы, автоматизированные системы оптимального управления и способы повышения надёжности производств высококачественного листового стекла; реконструируемых производств автомобильных бензинов и смазочных масел; метанола, капролактама, аммиака и карбамида, а также реконструируемых систем теплообмена в установках нефтепереработки; — информационные системы: управления рисками, логистического планирования ресурсов; интегрированной логистической поддержки жизненного цикла трубопроводов; логистического управления ресурсами и материально-техническим снабжением; логистического управления эксплуатацией и экологического мониторинга региональных систем газоснабжения.
Научные исследования осуществляет при сотрудничестве с предприятиями: ОАО «Щекино-Азот», ОАО «Газпром Трансгаз Казань», НИИ «ГазЭкономика», «СалаватНефтемаш», ГУП «БашНефтеМаш», ОАО «Салаватнефтеоргсинтез» и «Новоуфимский НПЗ»; с учёными университетов Великобритании, Венгрии, Италии, Испании, Германии и Китая.
Ведёт большую педагогическую и научно-организационную работу. Подготовил 10 докторов наук, 92 кандидата наук; 15 магистров наук. Мешалкин В. П. — зам. председателя (до 2014 г.) и член Экспертного совета по неорганической химии ВАК РФ; членом оргкомитетов ряда Международных и Российских научных конференций; с 1997 по 2011 гг. руководил 4-мятранс-европейскими проектами по программам «TEMPUS» и "INCO-COPERNICUS.
Член редакционных коллегий журналов: «Теоретические основы химической технологии», «Логистика», «Интегрированная логистика», "Менеджмент в России и за рубежом, «Прикладная информатика», «Химическая технология», «Химическая промышленность», «Интегрированные технологии и энергосбережение» (Украина).

### Список наиболее важных публикаций В.П Мешалкина
Книги:
1. Кафаров В. В., Мешалкин В. П. Анализ и синтез химико-технологических систем : Учеб.для вузов. — М.: Химия, 1991. — 432 с.
2. Мешалкин В. П., Экспертные системы в химической технологии: Основы теории, опыт разработки и применения. — М.: Химия, 1995. — 368 с.
3. Мешалкин В. П., Дли М. И., Михайлов С. А. Стратегическое управление энергосбережением в промышленных регионах. Основы методологии и практические результаты: монография. — М.: Смоленская гор. тип., 2011. — 668 с. — Сер. Наука — производству и предпринимательству
4. Кафаров В. В., Мешалкин В. П. Проектирование и расчёт оптимальных систем технологических трубопроводов. — М.: Химия, 1991. — 362 с.
5. Кафаров В. В., Мешалкин В. П., Гурьева Л. В. Оптимизация теплообменных процессов и систем. — М.: Энергоатомиздат, 1988. — 192 с.
6. Gruhn G., Kafarov V.V., Meshalkin V.P., Neumann W. Zuverlaessigkeit von Chemieanlagen /VEB, DeutscherVerlag fur Grundstoffindustrie. — Leipzig, 1979. — 256 S.
7. Кафаров В. В., Мешалкин В. П. Надёжность оборудования и технологических схем химических и нефтехимических производств // Итоги науки и техники. Сер. Процессы и аппараты хим. технологии. — М.: ВИНИТИ, 1979. — № 7. — 130 с.
8. Fundamentals of process integration and environmental economics /Ред.:В. П. Мешалкин, В. Г. Дови', Л. Пуйджанер, Р. Смит. — Genova: UMIST-UPC-DIChEP, 1999. — 444 p.
9. Мешалкин В. П., Дови’ В., Марсанич А. Стратегия управления цепями поставок химической продукции и устойчивое развитие / РХТУ им. Д. И. Менделеева. — М., 2003. — 542 с.
10. Мешалкин В. П. Логистика и электронная экономика в условиях перехода к устойчивому развитию. — Москва-Генуя: РХТУ им. Д. И. Менделеева, 2004. — 573с.
11. Мешалкин В. П., Белозерский А. Ю. Нечёткие Байесовы модели для анализа влияния источников рисков металлургического предприятия на их величину // 19 Менделеевский съезд по общ.иприкл. химии: Тез.докл. — Волгоград: ИУНЛ ВолгГТУ, 2011. — Т. 3. — С. 442.
12. Мешалкин В. П. Высокоэнергохимические процессы и аппараты в охране окружающей среды: Учеб.пособие. — М.: Химия, 2011. — 191 с.
13. Вдовенко З. В., Леонтьев Л. И., Мешалкин В. П., Дли М. И. Корпоративные системы управления энергосбережением на металлургических предприятиях //Экономика, Менеджмент, Логистика: межвуз. сб. науч. тр. — Смоленск: Смол.гор. Типография, 2008. — Вып. 3. — C. 98- 117
Статьи:
1. Мешалкин В. П., Авраменко Н. Г. Инструменты реструктуризации промышленных комплексов госкорпораций // Рос. Предпринимательство. — 2011. — № 4. — C. 10-16.
2. Егоров С. В., Мешалкин В. П., Сельский Б. Е. Декомпозиционно-координационная концепция управления и оптимизации сложных химико-технологических систем //Теорет. основы хим. технологии. — 1998. — Т. 32, № 1. — С. 82-91.
3. Кафаров В. В., Мешалкин В. П. Топологические модели представления знаний для автоматизированного синтеза ресурсосберегающих химико-технологических систем //Докл. АН СССР. — 1987. — Т. 293, № 4. — С. 933—937.
4. Meshalkin V.P. Ecologically safe resource keeping petrochemical production //HemijskaIndustrija. — 1995. — V. 49, № 11. — P. 465—470.
5. Кутепов А. М., Мешалкин В. П., Панов М. Я., Квасов И. С. Математическое моделирование потокораспределения в транспортных гидравлических системах с переменной структурой //Докл. РАН. — 1996. — Т. 350, № 5. — С. 653—654.
6. Кутепов А. М., Мешалкин В. П., Панов М. Я., Квасов И. С. Декомпозиционно-топологический метод математического моделирования потокораспределения в транспортных гидравлических системах с переменной структурой //Докл. РАН. — 1996. — Т. 350, № 4. — C. 506—508.
7. Кафаров В. В., Мешалкин В. П. Формализация задач синтеза теплообменных систем как задачи о назначениях с использованием двудольных графов //Докл. АН СССР. — 1979. — Т. 246, № 6. — С. 1435—1439.
8. Мешалкин В. П., Гурьева Л. В. Метод решения задачи синтеза теплообменных систем как задачи о назначениях с использованием «венгерского» алгоритма //Теорет. основы хим. Технологии. — 1984. — Т. 18, № 1. — С. 87-93.
9. Саркисов П. Д., Бутусов О. Б., Мешалкин В. П. Реконструкция аттрактора турбулентной структуры модельных газовых потоков в технологических трубопроводах // Теорет. основы хим. технологии. — 2009. — Т. 43, № 5. — С. 483—490.

### Доклады на Российских и Зарубежных конференциях
1. Мешалкин В. П., Белозерский А. Ю. Нечёткие Байесовы модели для анализа влияния источников рисков металлургического предприятия на их величину // 19, Менделеевский съезд по общ. и прикл. химии: Тез. докл. — Волгоград: ИУНЛ ВолгГТУ,2011. — Т. 3. — С. 442.
2. Мешалкин В. П. Разработка и логистическое управление эксплуатацией ресурсоэнергоэффективных экологически безопасных химических производств //Ресурсо- и энергосберегающие технологии в хим. и нефтехим. пром-сти: Сб. тез. Докл. 1 Междунар. Конф. РХО им. Д. И. Менделеева. — М.: РХТУ им. Д. И. Менделеева, 2009. -С. 148—150.
3. Menshikov V., Meshalkin V., Obraztsov A. Heuristic algorithms for 3D optimal chemical plant layout design //Proc. of 19th Int. Congr. of Chem. and Process Eng. (CHISA-2010), Prague, Czech Rep. — Prague, 2010. — V. 4. — P. 1425м
4. Дли М. И., Мешалкин В. П., Какатунова Т. В. Рационализация процедуры ресурсного обеспечения различных этапов инновационного процесса // Логистика и экономика ресурсосбережения и энергосбережения в промышленности (ЛЭРЭП-3-2008): Сб. тр. 3 Междунар. Науч.-практ. Конф. — Казань, 2008. — С. 302—305
5. Meshalkin V.P., Belozerskiy A., Kakatunova T. Innovations in the field of energy-saving in chemical industry teaching methods //Proc. of 18th Int. Congr. of Chem. and Process Eng. (CHISA-2008), Prague, Czech Rep. — Prague, 2008. — P. 89-92
6. Meshalkin V.P. Computer-aided design of the resource-saving refinery processes //Proc. of 1 Europ. Congr. onChem. Eng. — Florence, 1997. — V. 4. — P. 3055-3058.
7. Kafarov V.V., Meshalkin V.P. Computerized synthesis of chemical process with optimal consumption of material resourses // 8-th Int. Congr. of Chem. Eng., Chem. Equip. Design «CHISA-84»: Abstr. Of conf. — Prague, 1984. — 0, 03 п.л.
8. Gareev R., Meshalkin V.P. Selective decompositionalthermoeconomics algorithm for synthesis of optimal heat exchanger network //Efficiency, Costs. Optimization, Simulation and Environmental Impact of Energy Systems (ECOS-95): Proc. Int. Conf. — Istambul, Turkey. −1995. — V. 1. — P. 243—248.
9. Meshalkin V.P., Butusov O.B. Computer-aided monitoring systems for city air pollution investigations // Pollution in large Cities: Proc. Worldwide Symp. — Italy, 1995. — P. 283—291.
10. Sarkissov P., Meshalkin V., Zakhodyakin G., Kapustenko P.A. Heuristic-numerical procedure for prediction of chemical plants emissions using logical-and-linguistic models // 53rd Canadian Chem. Eng. & PRES’03 Conf. — Hamilton, 2003. — P. 250.
11. Kafarov V.V., Meshalkin V.P. Automated design of optimum pipeline in chemical industry //Desalination. — 1987. — V. 66. — P. 119—125
12. Sarkissov P., Meshalkin V., Zakhodyakin G., Kapustenko P.A. Heuristic-numerical procedure for prediction of chemical plants emissions using logical-and-linguistic models // 53rd Canadian Chem. Eng. &PRES’03 Conf. — Hamilton, 2003. — P. 250.
13. Meshalkin V.P. Expert systemsas computer-aidedinstructiontools // Neue Medien in der Informatik-Aus-und Weiterbildung: Vortage des 2. Russisch-Deutschen Symp., 5 Int. Forum fuerInformatisierung IRI-96. — M., 1996. — P. 124—129.
14. Meshalkin V.P., Menshutina N.V., Pyagai N.D., Suturin D.A. Computer-aided design of complex membrance installation for production of high-quality drinking water // Pollution in large Cities: Proc. WorldwideSymp. — Italy, 1995. — P. 393—397.
15. Meshalkin V.P. A systematic approach for the optimal layout of chemical plants //Proc. of the Spring Nat. Meet. AICHE, 25-29 Febr. — New Orlean, 1996. -

## Награды и премии[источникне указан 1103 дня]
- Медаль ордена «За заслуги перед Отечеством» II степени (5 февраля 2024 года) — за большой вклад в развитие отечественной науки, многолетнюю плодотворную деятельность и в связи с 300-летием со дня основания Российской академии наук[1],
- Заслуженный деятель науки РФ (2002),
- Заслуженный работник высшей школы РФ (2012),
- лауреат Премии Президента РФ в области образования (2005),
- лауреат Премии Правительства РФ в области науки и техники (2008)